# Acanalonia laticosta
Acanalonia laticosta är en insektsart som beskrevs av Doering 1932. Acanalonia laticosta ingår i släktet Acanalonia och familjen Acanaloniidae. Inga underarter finns listade i Catalogue of Life.